# Bagnasco
Bagnasco is een gemeente in de Italiaanse provincie Cuneo (regio Piëmont) en telt 1043 inwoners (31-12-2004). De oppervlakte bedraagt 31,1 km², de bevolkingsdichtheid is 34 inwoners per km².
De volgende frazioni maken deel uit van de gemeente: Borgate: Borgo, Piano. Frazioni: Centasco, Gambologna, Garbenna, Gerbioli.

## Demografie
Bagnasco telt ongeveer 506 huishoudens. Het aantal inwoners daalde in de periode 1991-2001 met 3,0% volgens cijfers uit de tienjaarlijkse volkstellingen van ISTAT.
| Jaar | Inwoneraantal |
| ---- | ------------- |
| 1991 | 1043          |
| 2001 | 1012          |

## Geografie
De gemeente ligt op ongeveer 483 meter boven zeeniveau.
Bagnasco grenst aan de volgende gemeenten: Battifollo, Calizzano (SV), Lisio, Massimino (SV), Nucetto, Perlo, Priola, Viola.

## Externe link

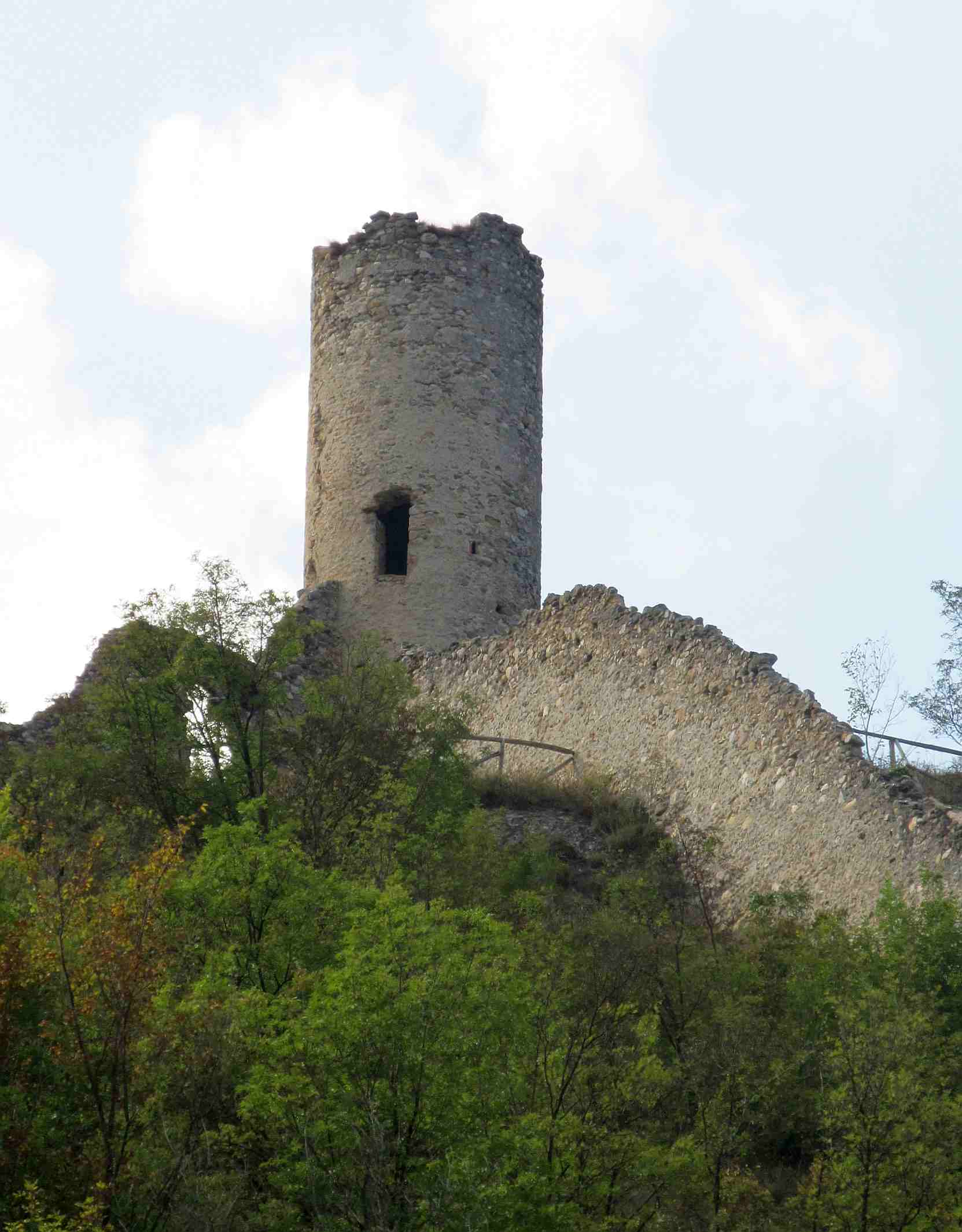
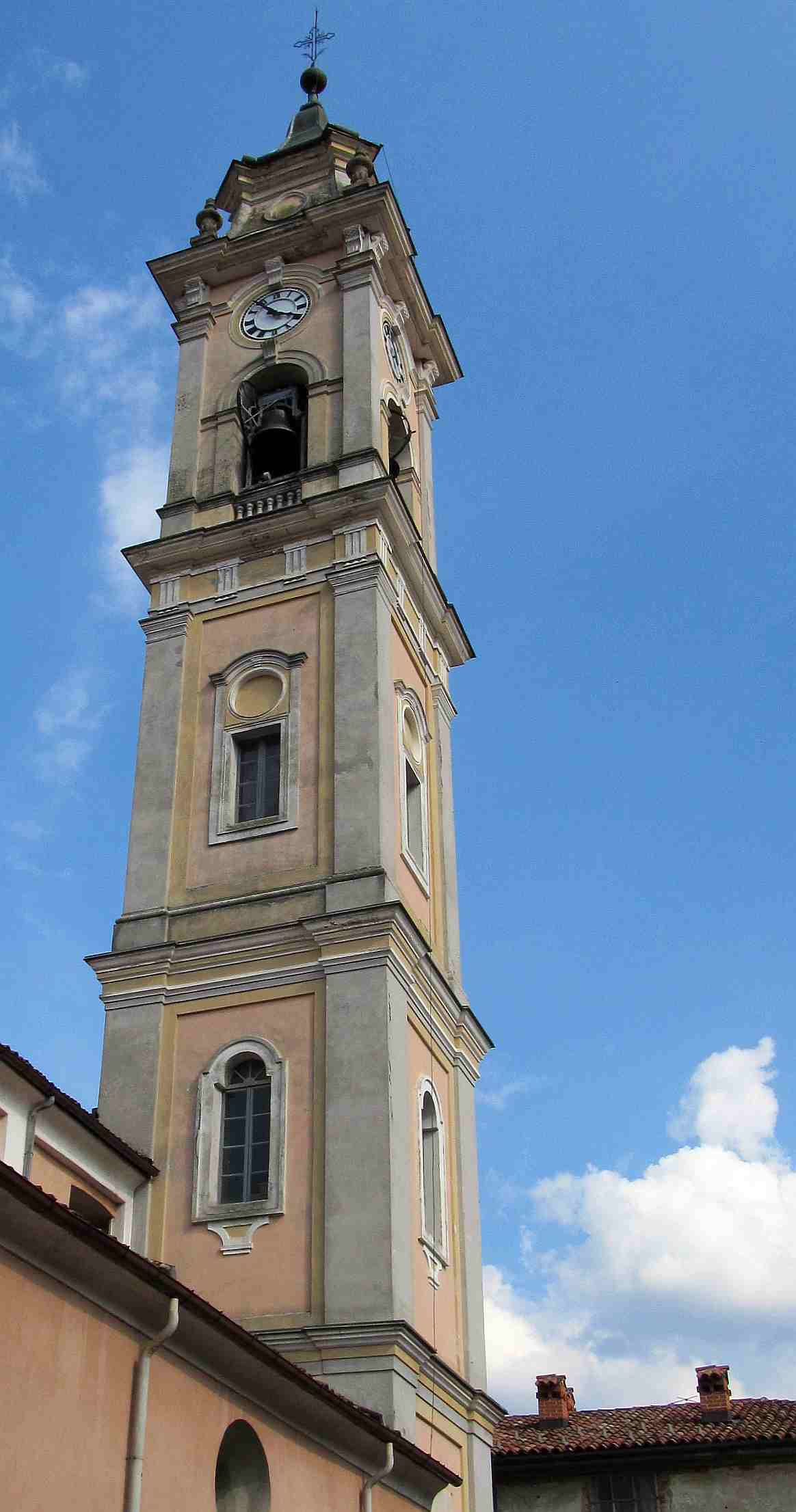
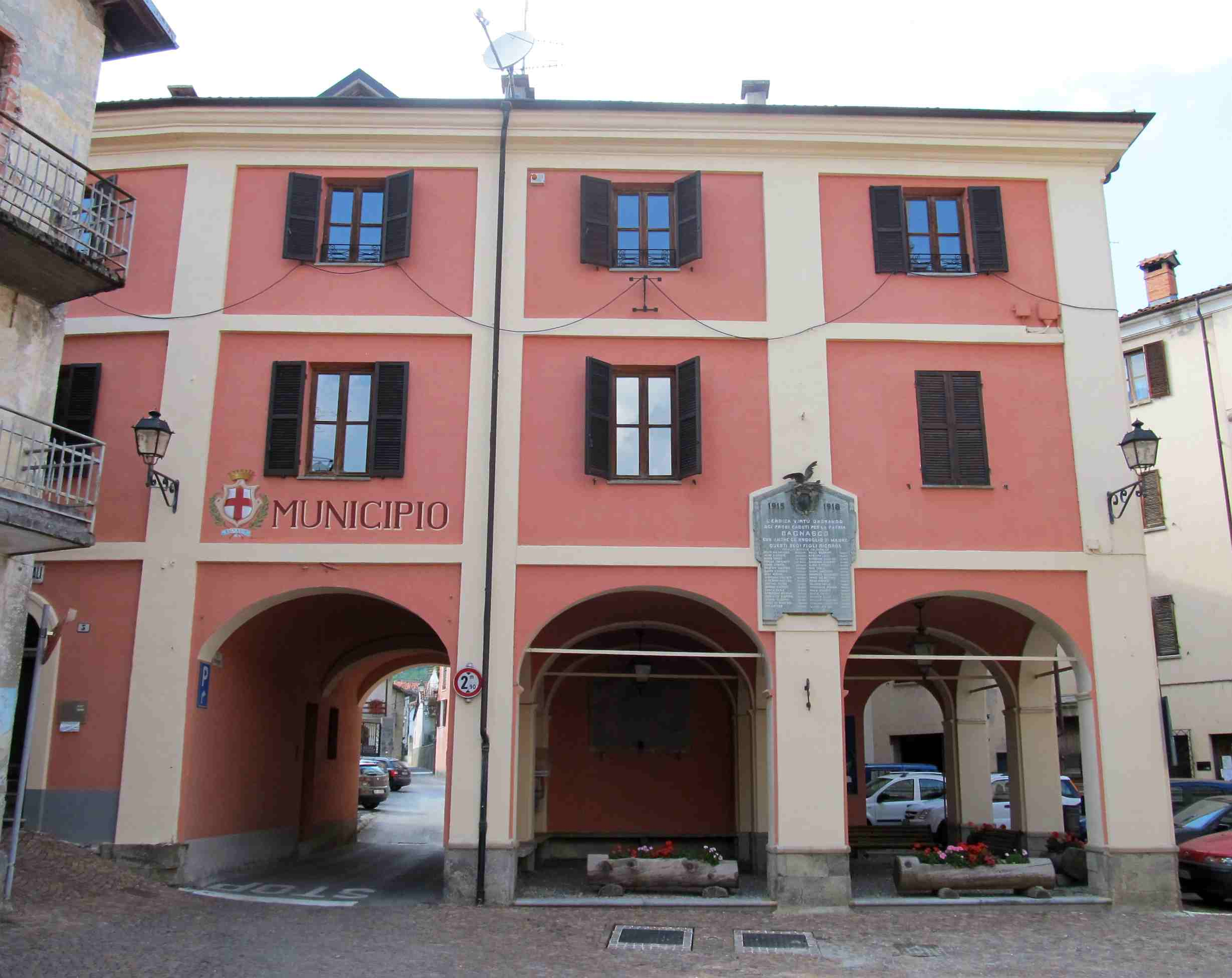
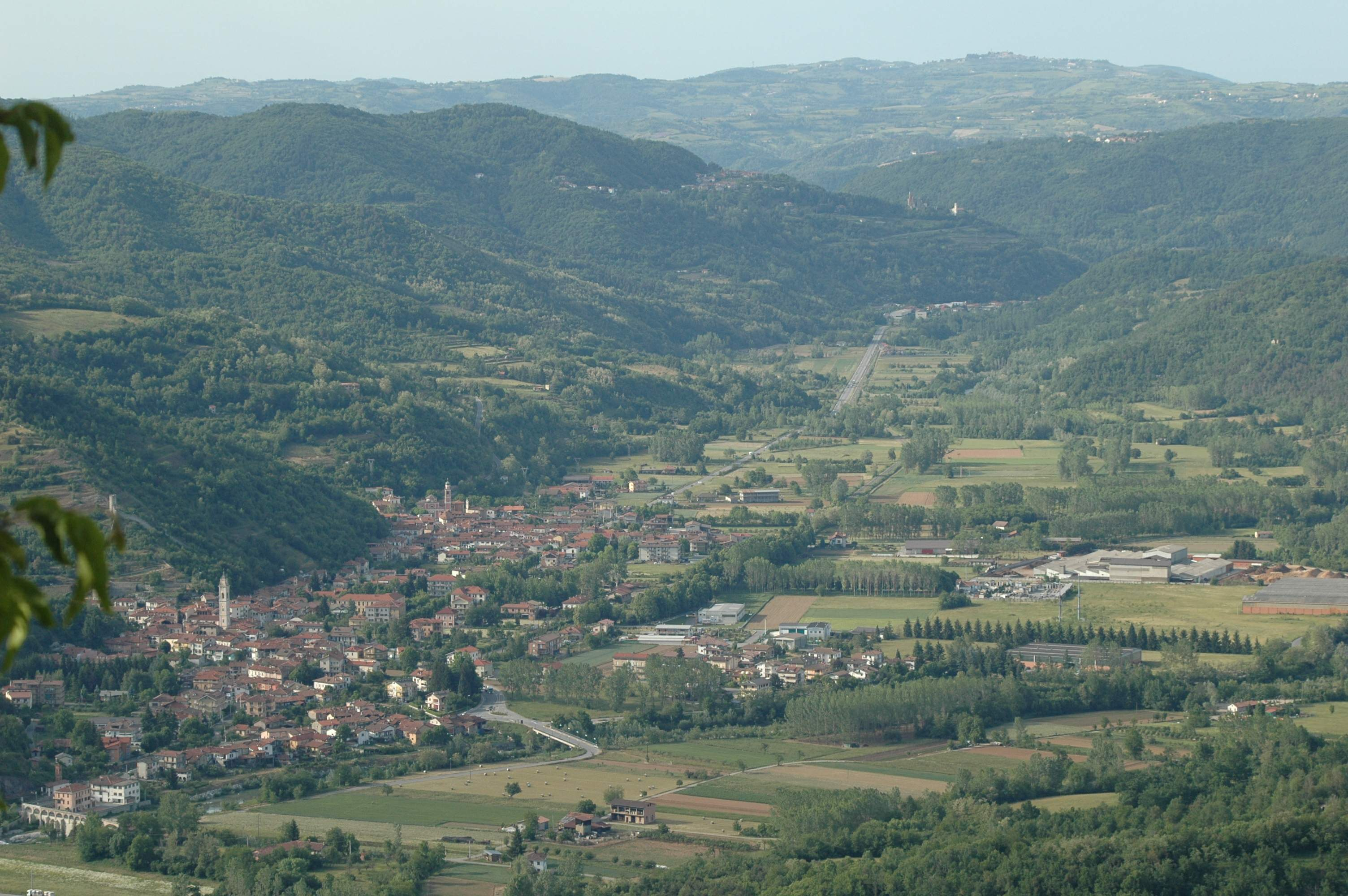